# Corinne Calvet
Corinne Calvet (Paris, 30 de abril de 1925 – Los Angeles, Califórnia, 23 de junho de 2001) foi uma atriz francesa que atuou principalmente nos Estados Unidos.

## Vida e carreira
Filha de um cientista, Corinne estudou leis na Sorbonne até descobrir, graças aos soldados americanos que libertaram Paris no fim da Segunda Guerra Mundial, que sua beleza poderia ser melhor aproveitada. Após um curso de artes dramáticas, telefonou em plena madrugada para o diretor Marc Allegret que, atônito com o atrevimento, marcou um encontro com ela. Logo Corinne estreava no cinema, em La Part de L'Ombre, em 1945. Outros filmes se seguiram até ser levada para Hollywood pelo produtor Hal Wallis, com a promessa de ser a nova Rita Hayworth.
Na meca do cinema, Corinne pôde ser vista ao lado de atores de prestígio, como Danny Kaye (Escândalos na Riviera - On the Riviera, 1951), Alan Ladd (Uma Aventura na Índia - Thunder in the East, 1952), James Stewart (Região do Ódio - The Far Country, 1954) e Tony Curtis (Três Marujos em Paris - So This Is Paris, 1954), quase sempre em papéis de francesa. Ainda assim, nunca atingiu o estrelato, sendo vista pelos estúdios como atriz do segundo time, a anos-luz da rainha da Columbia Pictures.
Todavia, Corinne manteve-se como assunto constante da mídia, que ela soube muito bem explorar ao expor sem rodeios sua atribulada vida sentimental. Os casamentos, todos terminados em divórcio, os entreveros com Zsa Zsa Gabor, os inúmeros casos com colegas de trabalho, os escândalos, tudo ela serviu de bandeja a um público ávido e nunca satisfeito. Fez poucos filmes, mas conseguiu trabalho até na década de 1980, inclusive na televisão, onde participou de séries como Starsky & Hutch e Batman.
Corinne descobriu o hipnotismo depois de filmar A Espada dos Bárbaros (The Sword and the Sorcerer, 1982) e montou um consultório em sua residência em Santa Mônica, oferecendo cura para alcoólatras e dependentes químicos. Publicou sua autobiografia em 1983, "Has Corinne Been a Good Girl?", onde culpa os estúdios por nunca lhe terem oferecido papéis dignos de seu talento. Faleceu aos 76 anos de idade, vítima de aneurisma cerebral. Deixou um filho, Robin, que teve com seu segundo marido, Jeffrey Stone.

## Filmografia
Todos os títulos em Português referem-se a exibições no Brasil.
| - 1945 La Part de L'Ombre - 1945 Nous Ne Somme Pas Mariés - 1946 Le Chateau de la Derniére Chance - 1946 Pétrus - 1949 Zona Proibida (Rope of Sand) - 1950 O Azar de um Valente (When Willie Comes Marching Home) - 1950 Minha Amiga Maluca (My Friend Irma Goes West) - 1951 Escândalos na Riviera (On the Riviera) - 1951 Flor de Sangue (Quebec) - 1951 O Expresso de Pequim (Peking Express) - 1952 O Marujo Foi na Onda (Sailor Beware) - 1952 Uma Aventura na Índia (Thunder in the East) - 1952 Sangue por Glória (What Price Glory) - 1953 Honra sem Fronteiras (Powder River) - 1953 Os Mistérios de Marrocos (Flight to Tangier) - 1954 Região do Ódio (The Far Country) | - 1954 Quando o Amor É Mentira (Le Ragazze di San Frediano) - 1954 Três Marujos em Paris (So This Is Paris) - 1954 Bonnes À Tuer - 1954 Napoleão (Napoléon) - 1955 Casanova, Amante Sublime (Casanova) - 1955 Operazione Notte - 1958 Sob o Domínio das Balas (Plunderers of Painted Flats) - 1959 Barba Azul, O Verdugo (Bluebeard's Ten Honeymoons) - 1962 As Aventuras de um Jovem (Hemingway's Adventures of a Young Man) - 1965 A Rebelião dos Apaches (Apache Uprising) - 1974 The Phantom of Hollywood; TV - 1976 Too Hot to Handle - 1979 Vingança Macabra (She's Dressed to Kill'); TV - 1979 The French Atlantic Affair; TV - 1980 Dr. Heckyll and Mr. Hype - 1982 A Espada dos Bárbaros (The Sword and the Sorcerer) |